# Салома, Луис Самуэль
Луис Самуэль Салома Алькала (исп. Luis Samuel Saloma Alcalá; род. 1936) — мексиканский скрипач и дирижёр. Внук Луиса Гонсаги Саломы, сын скрипача Давида Саломы (1900—1996).
Начал учиться игре на скрипке у своего дяди Даниэля Саломы (1906—1998), продолжил занятия в Национальной консерватории у Хосе Рокабруны, далее совершенствовался в Кёльнской высшей школе музыки. В 1954—2015 гг. играл в составе Национального симфонического оркестра, с 1976 г. концертмейстер. Выступал также как первая скрипка Мексиканского квартета. Критика указывает на чистоту и плавность тона и на личностный характер интерпретаций.
В 1990—1993 гг. музыкальный руководитель Камерного оркестра Национального университета искусств, в 2002—2005 гг. возглавлял Симфонический оркестр Койоакана.
Записал ряд сочинений мексиканских композиторов, в том числе Романсетту Мануэля Понсе (с камерной группой Национального оркестра под управлением Серхио Карденаса).
В 2007 г. удостоен Золотой медали изящных искусств, в 2010 г. — Моцартовской медали, присуждаемой посольством Австрии в Мексике.